# Casey Jr Circus Train
Casey Jr Circus Train à Disneyland et Casey Jr - Le petit train du cirque au Parc Disneyland sont les deux versions du même concept d'attraction. Ces attractions sont des chemins de fer miniatures inspirés par le train Casey Junior du film Dumbo dans des décors miniatures représentant des scènes issues des contes de fées.
L'attraction est imbriquée dans le parcours fluvial de Storybook Land Canal à Disneyland et Le canal du pays des contes de fées au Parc Disneyland.

## Attractions

### Disneyland

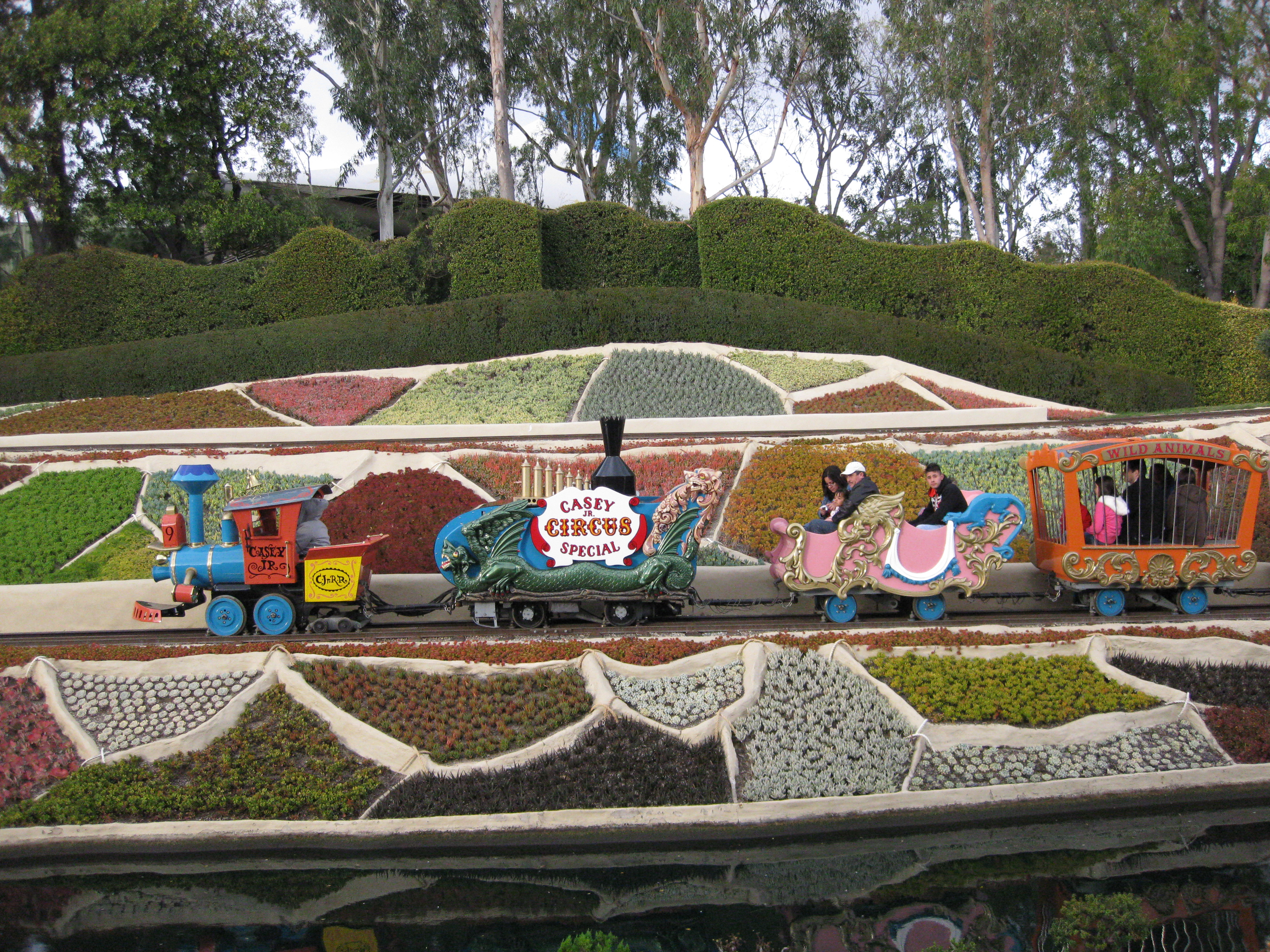
Attraction à Disneyland

L'entrée se fait par l'ouest (celle des bateaux étant à l'est) et fait face à un parterre incliné portant le nom de l'attraction. L'attraction étant imbriqué avec Storybook Land Canal, elle permet de voir les scènes sous un autre angle. Techniquement les trains sont propulsés par le premier wagon et non par la locomotive. La raison est que la locomotive est beaucoup trop petite et ouvragée pour accueillir un vrai moteur. Le système mécanique est l'œuvre de l'ingénieur Bob Gurr.
Le second wagon de chaque train (il est découvert) est en réalité une nacelle du manège Sunnyside Merry-Go-Round ayant servi de base au King Arthur Carrousel. Les nacelles avaient été retirées pour installer des chevaux supplémentaires.
- Ouverture : 31 juillet 1955[3]
- Rénovation importante : 30 juin 1994
- Nombre de train : 2
- Durée : 3 min 30 s
- Ticket requis : B
- Type d'attraction : train miniature avec décors
- Constructeur : Arrow Dynamics[4]
- Situation : 33° 48′ 49″ N, 117° 55′ 09″ O

 Cette attraction a ouvert avec le parc Disneyland, c'est une attraction du Disneyland d'origine
L'attraction n'a ouvert que le 31 juillet en raison de problèmes techniques survenus peu avant l'ouverture du parc le 17 juillet, nécessitant 15 jours de réparation.

Avant la réouverture de Canal Boats of the World en Storybook Land Canal en 1956, l'attraction n'était qu'un simple circuit en train mais le décor ajouté pour la balade fluviale a permis de donner au passagers un paysage à regarder.

### Disneyland Paris
Casey Jr - Le petit train du cirque a été ajouté au parc en 1994 afin d'augmenter le nombre d'attractions. L'attraction a été construite avec Le canal du pays des contes de fées derrière la limite des voies du Disneyland Railroad. Elle est accessible par un passage sous les voies situé près du moulin derrière Alice's Curious Labyrinth. Ce train est plus proche techniquement d'un circuit de montagnes russes que d'un train. L'attraction étant imbriquée avec Le canal du pays des contes de fées, elle permet de voir les scènes sous un autre angle.
C'est aussi le premier coaster avec audio embarqué au monde
- Ouverture : avril 1994[5]
- Constructeur : Vekoma
- Nombre de trains : 2
- Capacité : 8 wagons de 4 personnes et 1 wagon de 2 personnes par train
- Durée : 2 min 10 s
- Type d'attraction : montagnes russes E-Powered
- Situation : 48° 52′ 31″ N, 2° 46′ 27″ E